# 茅葺

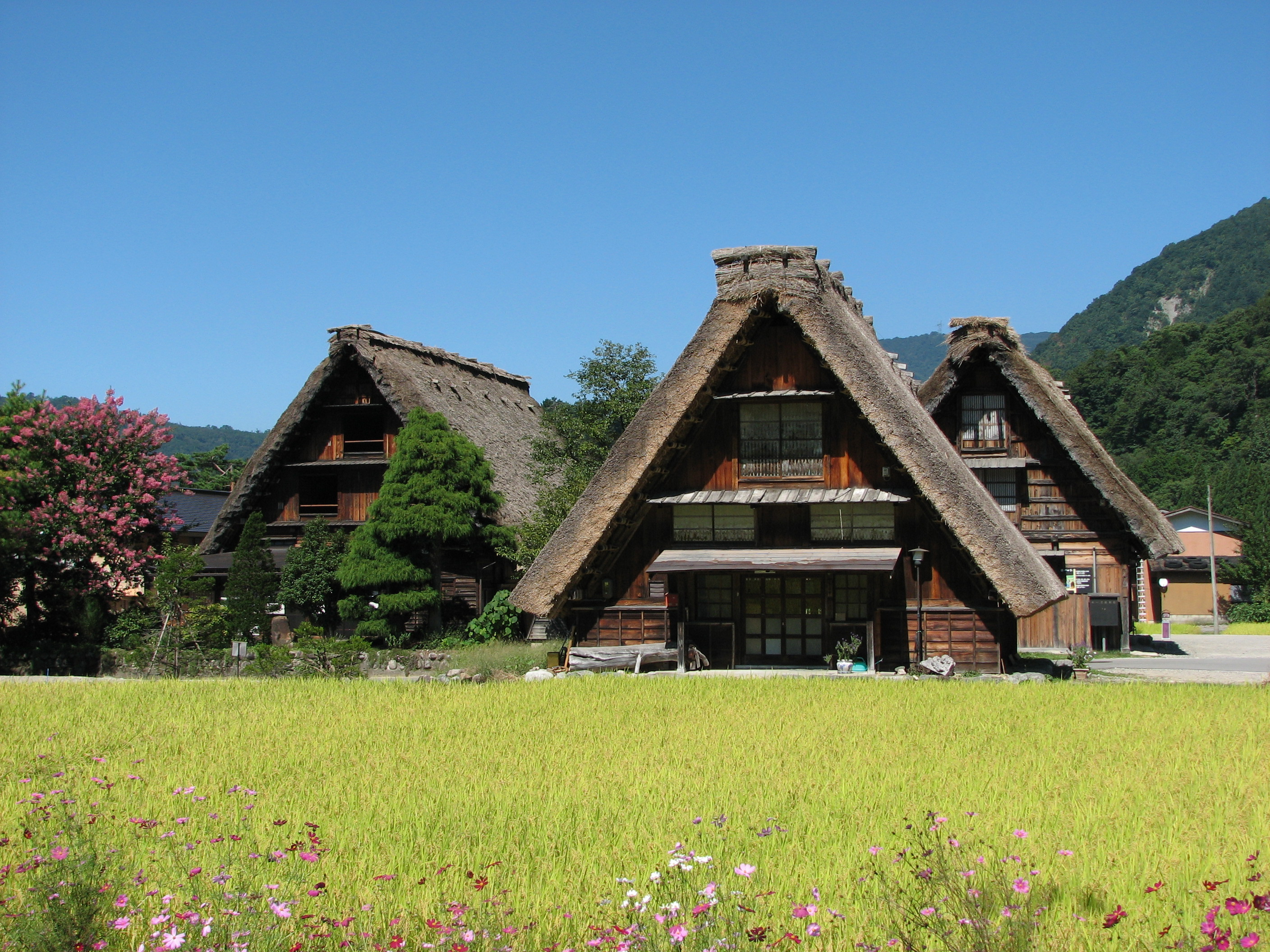
白川鄉與五箇山的合掌構造村落

茅葺（日语：かやぶき）、又稱萱葺，通稱茅草屋頂、草頂房，是指以茅草（包括薯蕷、蘆葦、葦草等）作為材料以此建造的房屋屋頂，或指該屋頂本身。茅草屋頂也稱為茅葺屋頂或草葺屋頂。然而，茅草屋頂的部分（例如底層）通常包含稻草或麥草等作為材料。根據屋頂材料的不同，茅葺可以區分為稻草葺（わらぶき）或草葺（くさぶき）。
茅葺屋頂不僅是在日本存在，也在英國、德國、北歐等地普遍存在，並非日本獨特的建築風格。該結構適宜在熱帶和溫帶氣候下建造。然而，由於茅葺作為保留日本傳統木造建築的技術之一的重要性，它於2020年11月17日被列入聯合國教科文組織的非物質文化遺產名錄之中，成為了「傳統建築工匠技術」的一部分。除了屋頂之外，有時也會將牆壁覆蓋上茅草。

## 概要

### 日本的茅葺

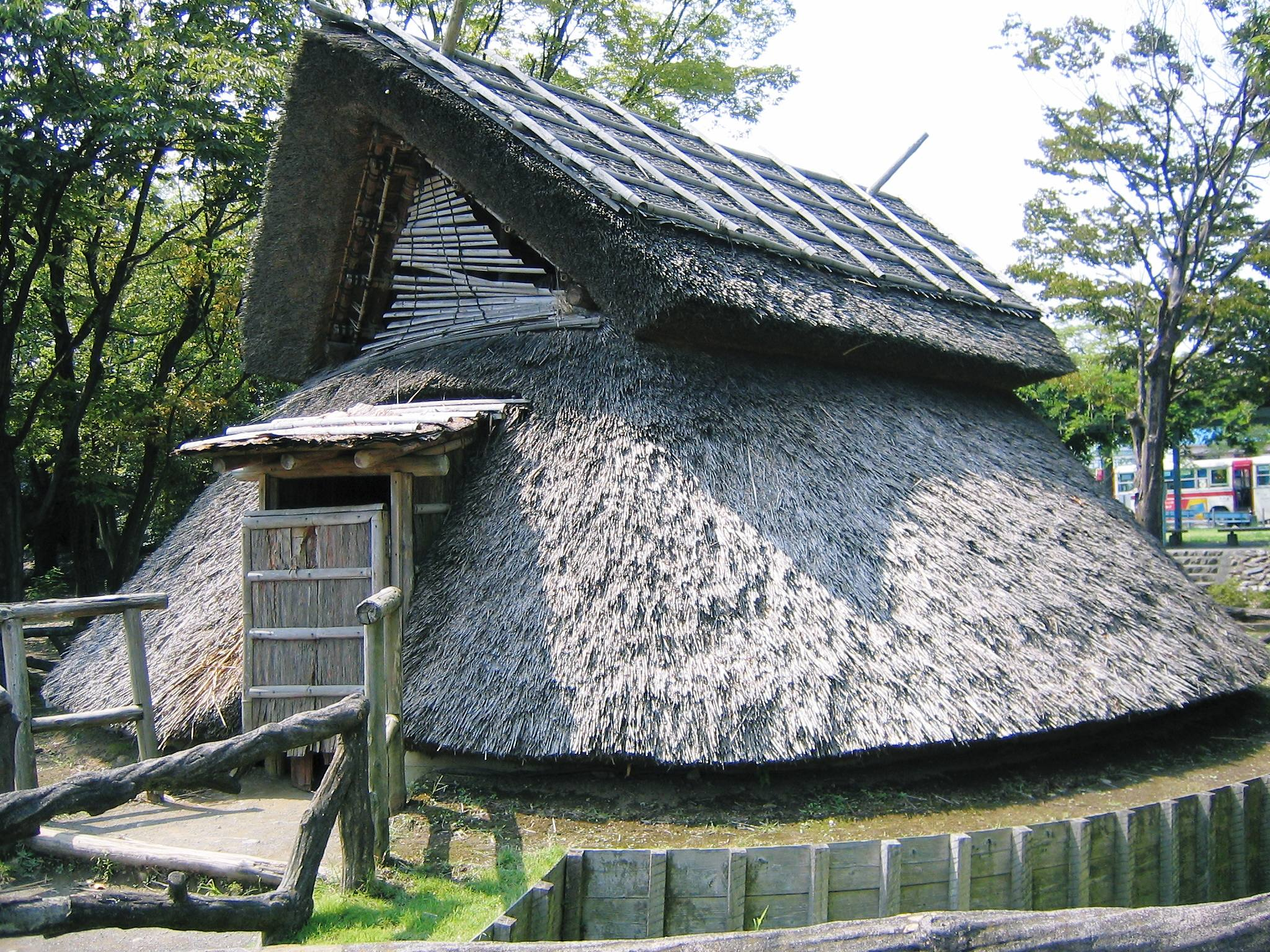
登呂遺跡的茅葺屋復原品。

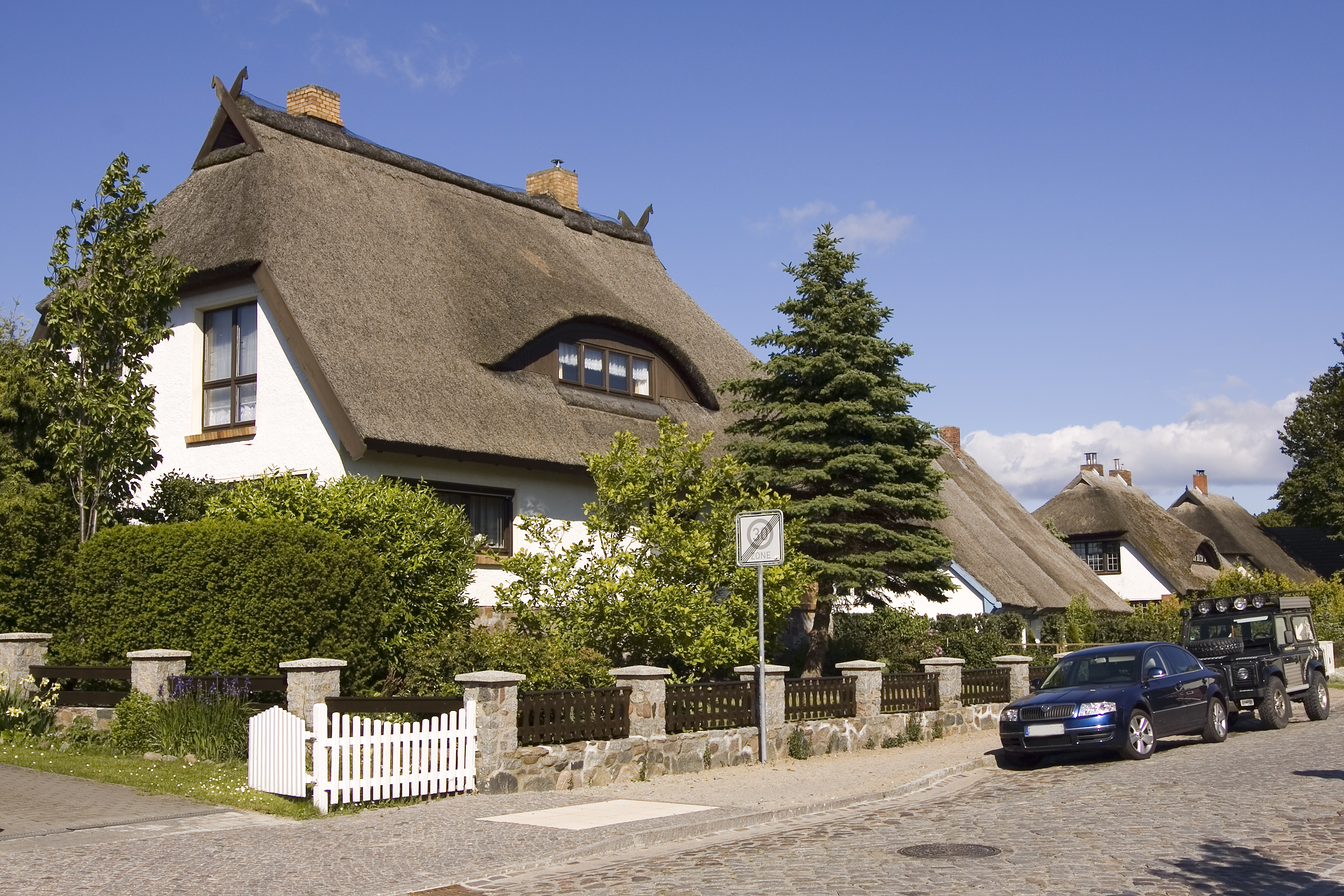
德國的茅葺屋。

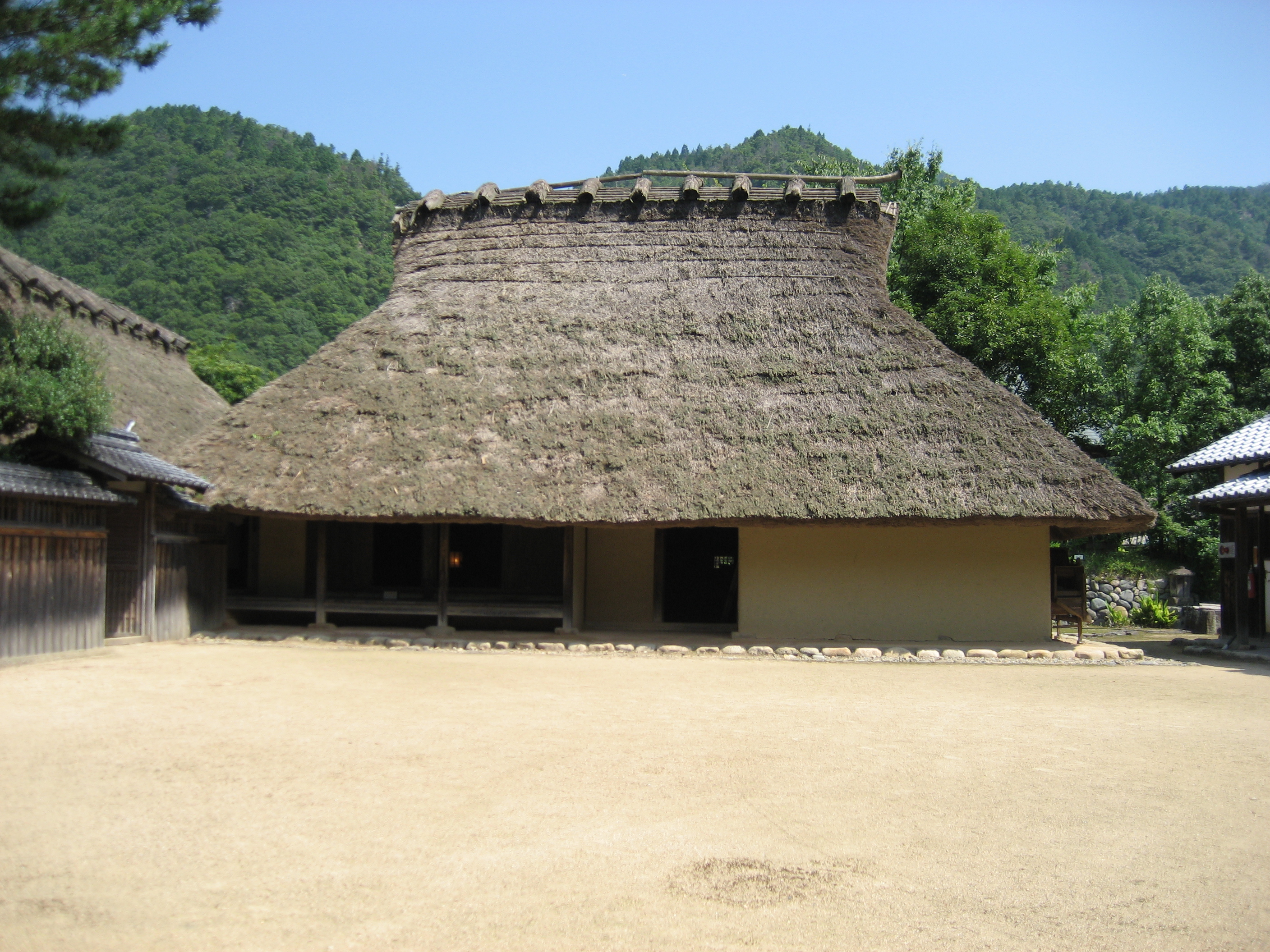
箱木家住宅，日本至今現存最古老的茅葺屋頂民居。

茅葺的「茅」一字，是指古時被認為有用的草本植物的總稱，例如蘆葦和葦草。茅葺被認為是全世界最原始的屋頂之一，在日本，從繩紋時代、彌生時代到平安時代之间的遺跡（例如登呂遺跡）中，檢測到竪穴建築物的屋頂，都被推測為茅葺所造。通常這些時代的復原建築都是用茅葺復原的，但實物證據並不完全。然而，考慮到銅鐸中的房屋描繪和民俗的例子，這些時代的建築採用茅葺的可能性非常高，然而像岩手縣御所野遺址的例子，也存在確認到土屋頂的竪穴建築的情況。
現存於日本的最古老的茅葺屋頂民居，是位於兵庫縣神戶市的箱木家住宅（現指定為日本國寶），該建築建於室町時代。
人類利用茅的歷史相當悠久，早期人們就知道茅具有耐水性。因此在屋頂材料方面，近館相較於茅，秸秆的油分較少，且耐水性較差。然而秸稈比茅更易獲得，在民俗中，即使是茅葺的屋頂，也經常使用秸秆作為最底層的下層結構。在使用茅草等植物製作屋頂時，為了避免因植物含水量高，容易導致結構腐爛，人們通常會待茅草枯萎後再進行收集。並在使用前充分晾乾，並進行熏製處理，以提高材料的耐久性。在建築物內部，則經常使用爐灶、圍爐裏等可以產生煙燻的器具，可以進一步增強屋頂的耐久性。但在神社建築中，由於很少使用火爐，茅葺屋頂的壽命將比民宅短。
近年來，隨著農村和山區使用石油和天然氣等化石燃料的普及，茅葺屋頂不再受到煙燻，建築物的腐爛速度更快。現在，日本各地的古民居博物館將定期使用竈和火爐燃燒木柴產生煙燻，以提高屋頂材料的保存性。茅草屋頂基本上要求陡峭的斜度以防止雨水滲入。然而，如果使用的植物莖較粗，則隙縫較大，容易漏雨，因此建築物需要更陡峭的屋頂。儘管茅葺屋頂具有通風和保溫等優點，雨聲也較小。然而，該結構的壽命較短（如果使用蘆葦根據使用方法約為15年至30年）。當附近發生火災時，建築物也容易燃燒，而在颱風等天災影響下容易被吹走。
隨著建築物密集的聚落在日本城市發展，茅葺屋頂因其易受火災侵害而被視為建造建築的缺點，逐漸被在都市區域和街道旁的町屋等建築中推廣的瓦所取代，因而消失。在江戶市區等地區，某些區域甚至禁止使用茅葺屋（因為一旦起火容易發生大火）。然而，在農村地區，鑑於茅、千葉、稻草等材料易於取得，因此在農閒期間，人們可以進行共同作業以獲取材料和進行屋頂修繕。因此，到20世紀中葉為止，日本各地的山區農村中仍有許多茅葺屋存在。舊茅在葺瓦時產生的也可作為堆肥有效利用。在颱風經常侵襲的聚落地區，茅葺屋因其易受強風破壞而不受歡迎，因此該建築形式在這些地區比山區更早消失。
第二次世界大戰後，由於農村的人口過度稀少，人們共同作業製作屋頂的維修變得困難。此外由於規定等原因，新建茅草屋頂的成本較高，也使其快速消失。另外，因應日本柳杉等木材價格暫時上漲，茅草場逐漸變成人工林，加速了茅草屋頂的衰退。戰後，由於茅草場的荒廢，一些使用易腐的麥草的茅草屋頂出現了，這些情況使建築屋頂的更換週期極短，成本效益惡化，更加加速了茅草屋頂的衰退。
目前，原本是茅草屋頂的建築大部分已經改建成了類似於鐵皮屋的金屬屋頂，但是仍有一些茅草屋頂的建築保持著原貌。截至2019年，日本現存的茅草屋頂建築大約有10萬座左右。
儘管在住宅領域幾乎沒有新建茅草屋頂的情況，但是在伊勢神宮正殿、分殿以及大嘗宮等在大嘗祭期間內五天內建成並在典禮結束後立即拆除的寺社建築中，仍保持著古老的茅草屋頂進行建造。茅草屋頂也被商業建築等用作外觀設計，但有時會採用類似纖維強化塑膠的屋頂材料，看起來像茅草屋頂。
在宮城縣石卷市，從2006年11月1日起，通過放寬建築基準法第22條1項的規制區域，開闢推動「茅葺屋頂」保存及新建築的道路。該措施利用流經市區的北上川的葦原，以促進地方產業的活力，並通過使文化價值高的「茅葺屋」新建築開闢了一條吸引那些想要過田園生活的人們來到石卷市居住的途徑。截至2019年10月，當地的一家建築公司正在建造自己的辦公室，作為茅葺活化第一個案例，該建築的屋頂材料組合為西班牙產板石、當地產葦和霞浦產斜茅。
此外，最初石卷市申請日本政府建立「特區」來新建「茅葺屋頂」的住宅，但日本政府對於石卷市一案自行判斷後，改變了建築基準法第22條的指定，將防止火災蔓延作為目的，使用不燃材料的規定重新檢討，以應對放寬「茅葺屋頂」新建的規定。據日本茅葺文化協會表示，用植物蓋屋頂，當它老化時，可以將其作為肥料自然回收，這一特點被評價為一種適合可持續性的未來型建材，當代，茅葺屋頂正在重新崛起。日本的職人也會參加培訓等活動來學習這種建築技術。

### 其他地區的茅葺

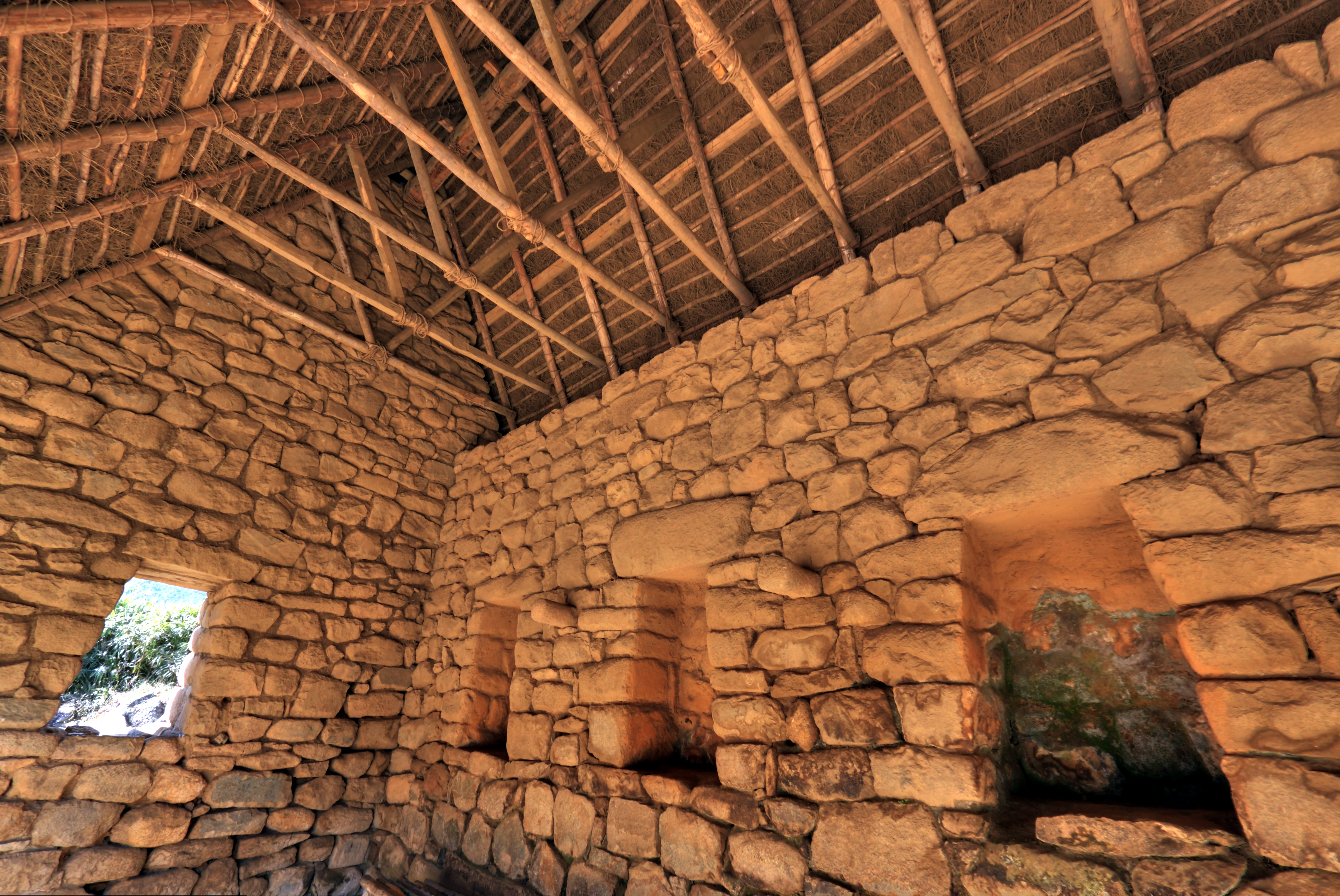
馬丘比丘為數不多的重建建築之一，可見茅草屋頂在該建築的結構應用。

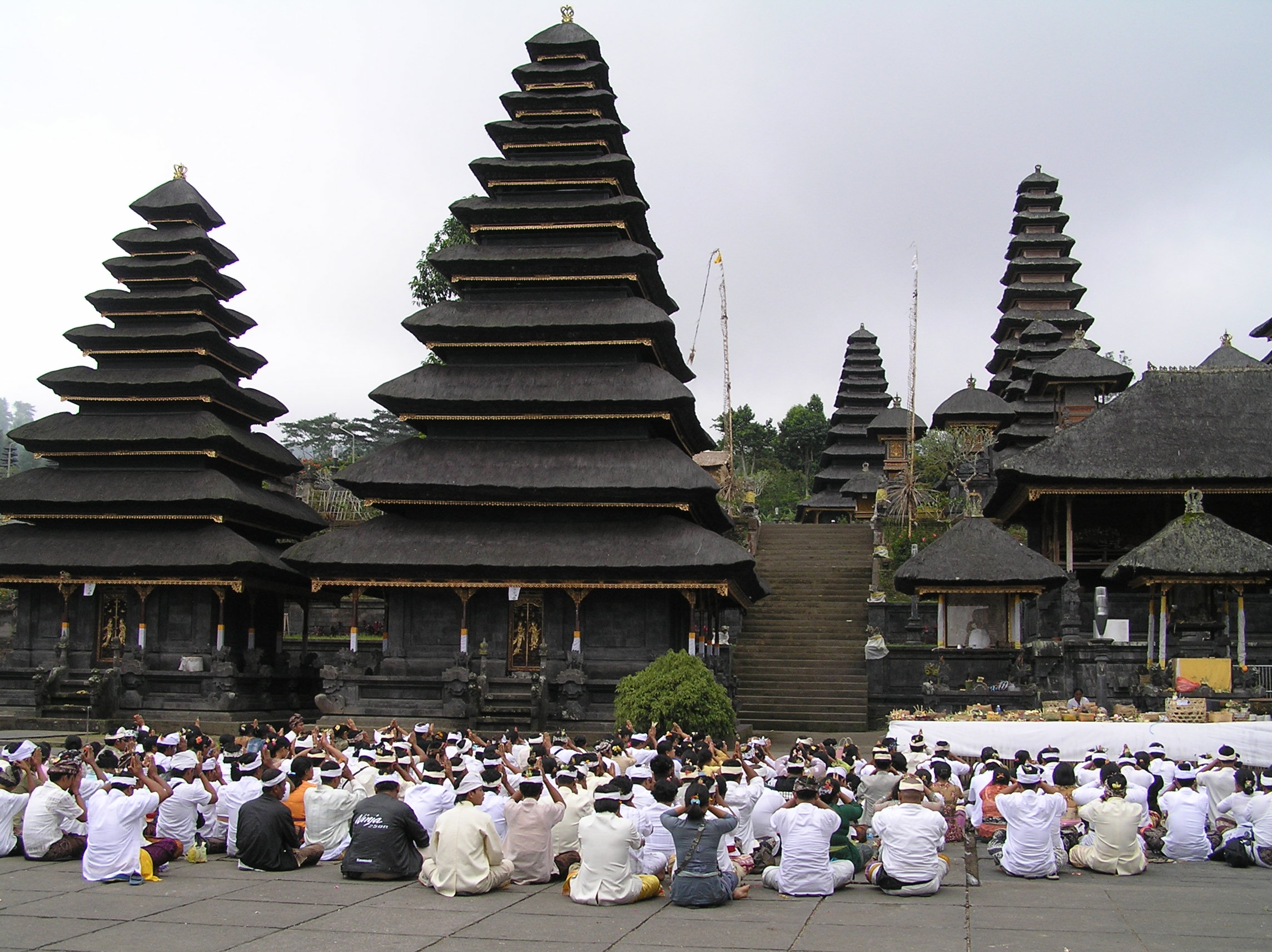
巴厘島寺廟的多層梅魯塔上覆蓋著黑色桄榔纖維。

在日本以外的地區，如德國、丹麥、荷蘭等西歐國家，雖然普通民居建築較少，但在富裕階層中，茅葺屋頂具有象徵財富的意義，因此新建茅葺屋頂的建築也相對較多。 其中該建築形式在英國、德國、荷蘭、丹麥、法國部分地區、西西里島、比利時和愛爾蘭很受歡迎。
茅草覆蓋屋頂的方法傳統上是由世代相傳的，其中，歐洲在過去三個世紀中使用的材料和方法的許多描述被保存在檔案和早期出版物中。在一些赤道國家，茅草則是是主要的當地屋頂材料，有時也用於牆壁建造及各種建築技術，包括夏威夷群島使用當地朱蕉、勞哈拉、扭黃茅製成蔭屋，或是印尼巴厘島的百沙基母庙也使用黑色的椰糖棕櫚纖維覆蓋。此外，農業技術變革顯著影響了茅草屋頂的普及。在20世紀30年代後期和 40 年代引入聯合收割機以及推出短莖小麥品種後，英國優質茅草秸稈的供應量下降。1960年代至70年代氮肥使用量的增加也削弱了秸稈並縮短了其壽命。然而，自1980年代以來，隨著專業種植者開始種植更老的、高莖的「傳統」小麥品種，英國的茅草屋因而重新復興而搭建。
棕櫚葉也常常運用在茅葺。例如在斐濟，茅草匠將扇形棕櫚葉屋頂與分層芦苇牆壁相結合。多米尼克島上使用羽毛棕櫚葉屋頂。在夏威夷和巴厘島則使用白茅（的茅草屋頂。在東南亞，紅樹林的尼帕棕櫚樹棕櫚葉被用作茅草屋頂材料，被稱為阿塔普住宅。在巴厘島，名為桄榔的黑色纖維也被用作茅草覆蓋材料，通常用於寺廟屋頂和塔樓。肯亞的基庫尤部落家庭也通常使用甘蔗葉屋頂搭建建築。
野生植被，如蘆葦、馬尾蒲、金雀花、石南花和莎草，可能被用來覆蓋歐洲晚更新世時期的住所和原始居所，但迄今為止並沒有直接的考古證據支持這一點。人們可能在新石器時代開始使用稻草，當時他們開始種植穀類，但再次強調，在中世紀早期之前，在歐洲使用稻草覆蓋屋頂的直接考古證據並不存在。
許多美洲土著人民，如前瑪雅文明、中美洲、印加帝國和三重聯盟（阿茲特克）均居住在茅草屋中。在尤卡坦半岛的農村地區以及拉丁美洲其他地區的許多聚居地中，經常可以看到茅草屋，這種建築方法與遠古祖先的建造方法非常相似。歐洲人首次與美洲土著人民接觸時，他們住在由樹皮製成的結構物中，結構物的板塊可用於通風、加熱和冷卻。
關於許多使用纖維屋頂材料的複雜建築物的證據，直到21世紀初才重新發現。當法國和英國殖民者一到新法蘭西和新英格蘭，就用當地植被建造臨時的茅草屋，但對於較永久的房屋則使用木瓦覆蓋屋頂。
在英國大部分地區，直到19世紀末，茅草仍然是鄉村和許多城鎮村莊中大多數人唯一可用的屋頂材料。威尔士板岩业的商業分銷始於1820年，運河和鐵路提供的流動性使其他材料變得容易獲得。然而隨著農業的擴大，英國的茅草屋數量於19世紀中期增加，但由於農業衰退和鄉村人口減少，茅草屋在19世紀末期再次下降。根據一份2013年的報告估計，英國現存有60,000個使用茅草屋頂的房屋；由長稻草、梳理的小麥蘆葦或蘆葦製成。
隨著年代的轉變，由於茅草被視為貧窮的標誌，茅草屋的數量逐漸減少，專業的茅草匠也越來越少。不過自20年代後期開始，茅草屋在英國變得更加流行。現在更成為財富的象徵。當代，英國大約有1,000名全職茅草匠在工作，同時，由於對保護歷史建築和使用更可持續的建築材料的新興興趣，茅草屋再次在該國普及化。

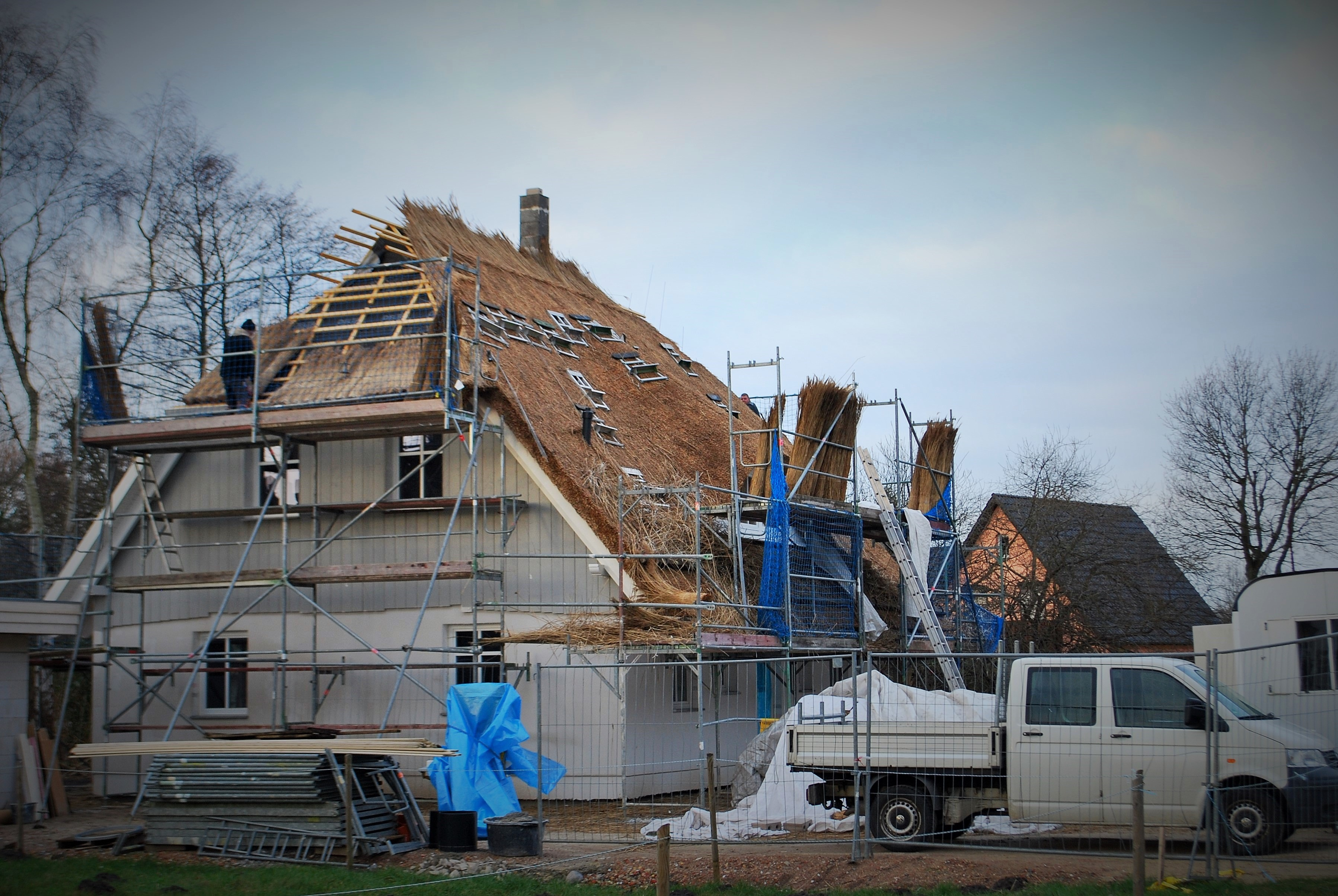
一座茅草屋在德國梅克倫堡建造
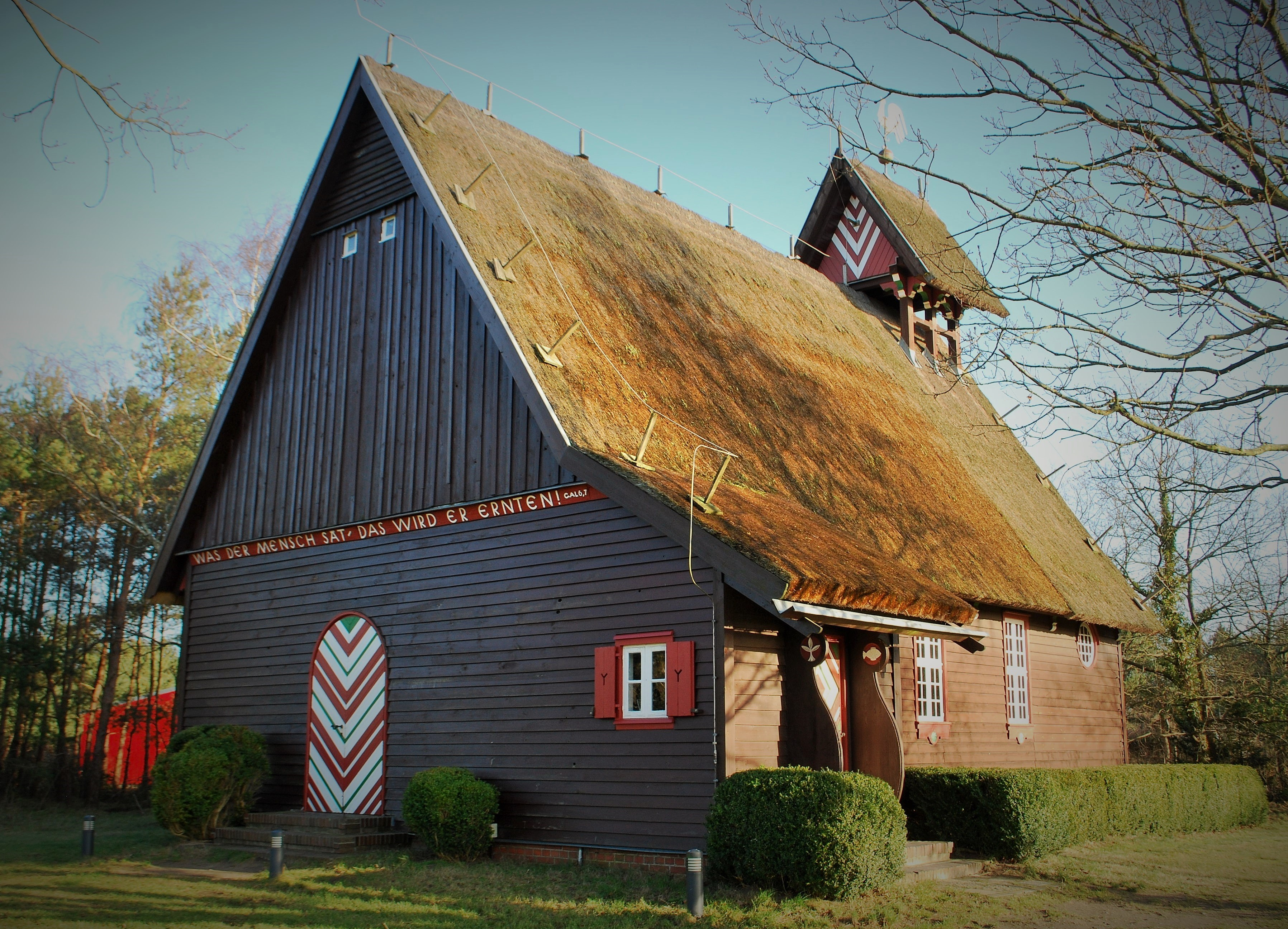
德國达尔斯半岛博恩的漁會教堂
丹麥沙丘上的茅草屋
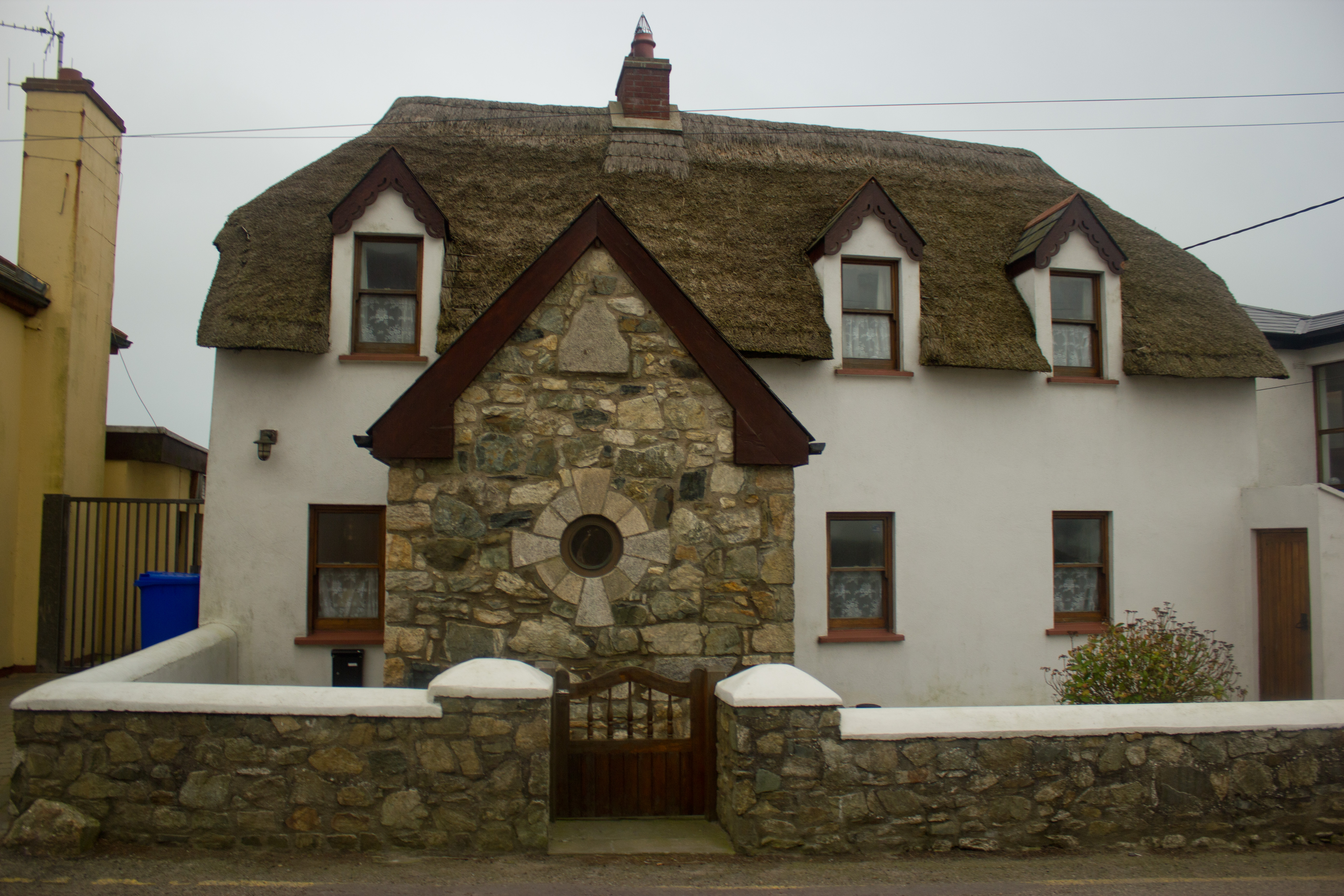
愛爾蘭基爾摩碼頭的茅草屋
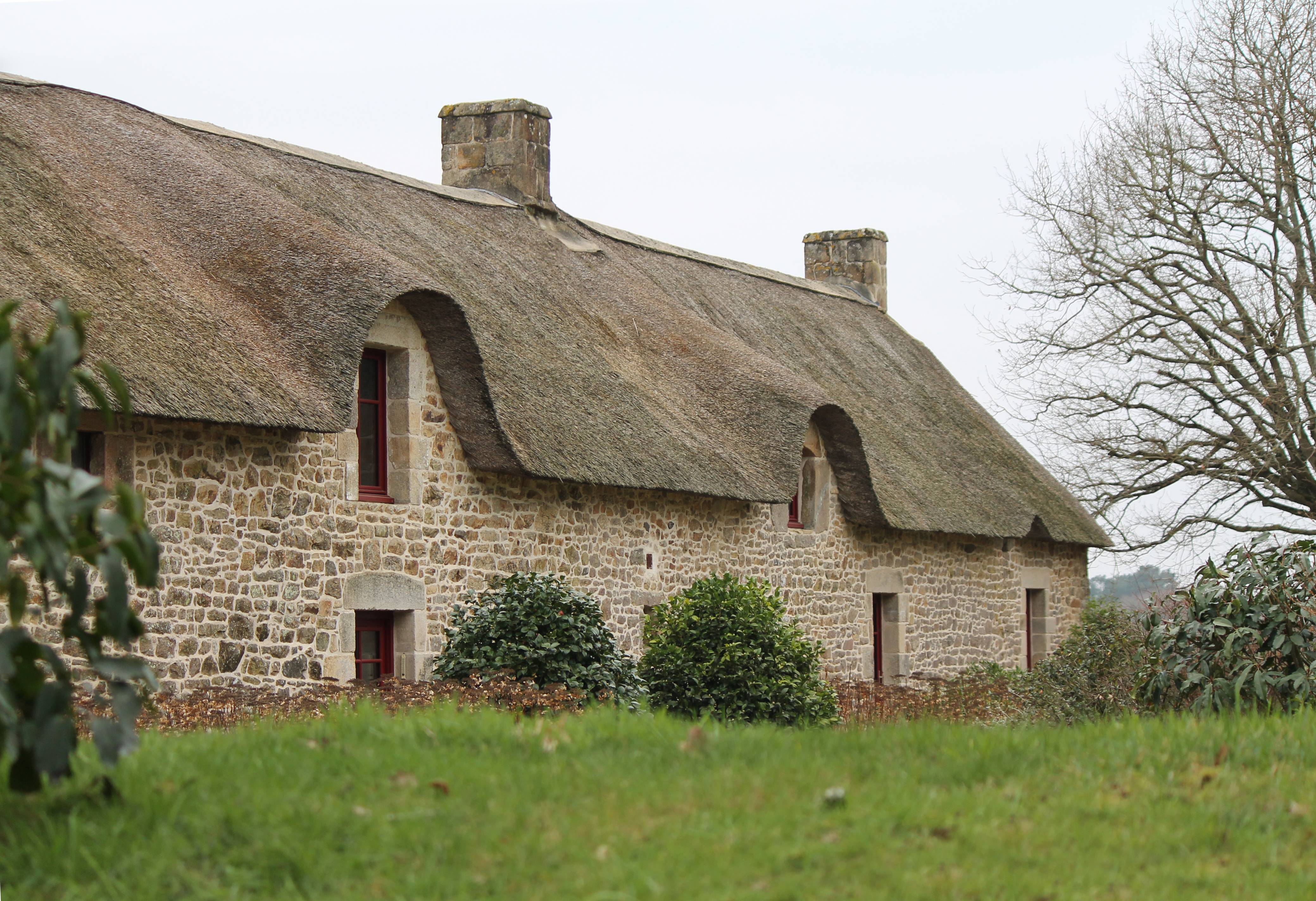
法國布列塔尼半岛的茅草屋
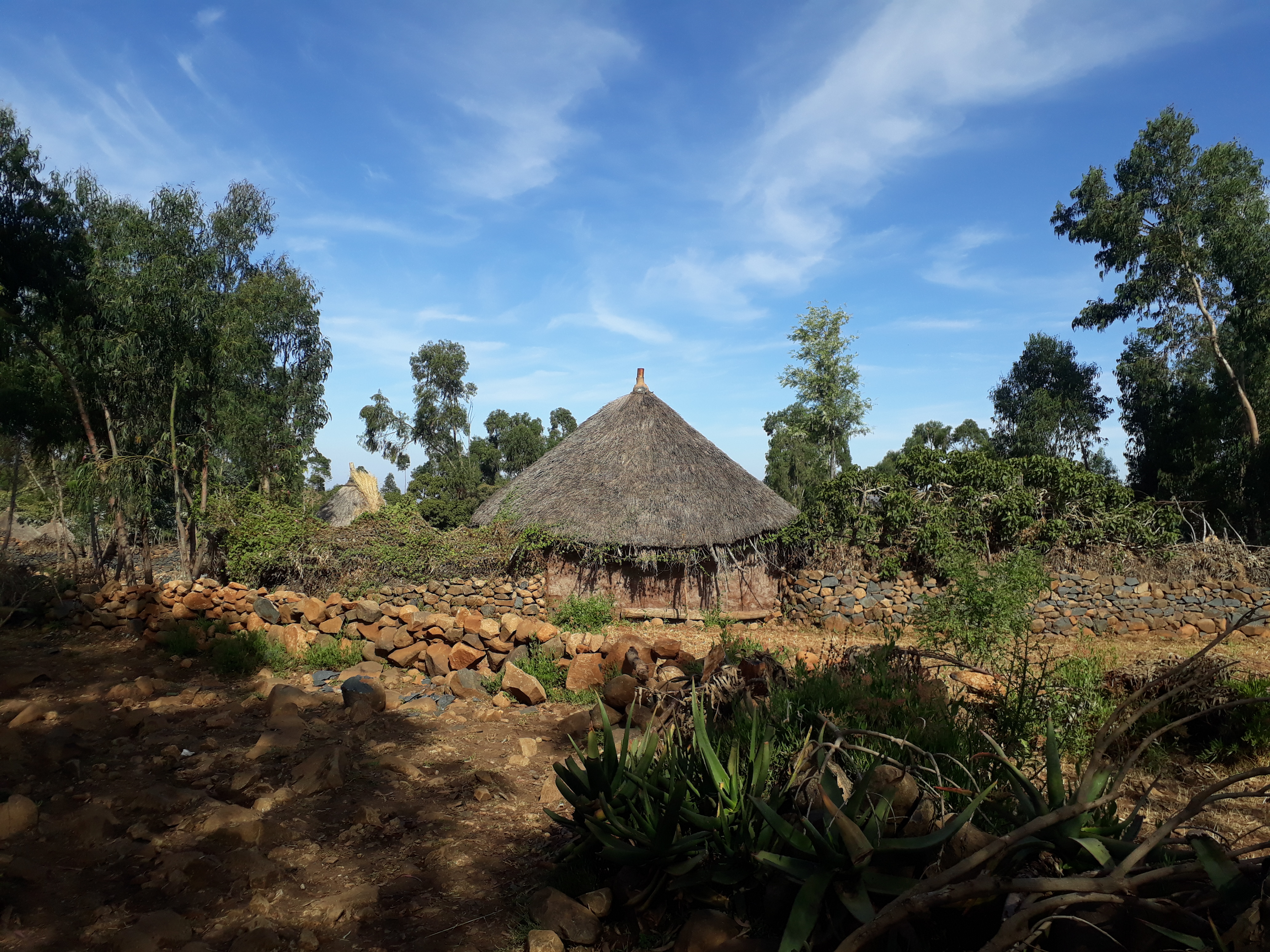
埃塞俄比亚米贊的茅草屋頂

## 重建技術

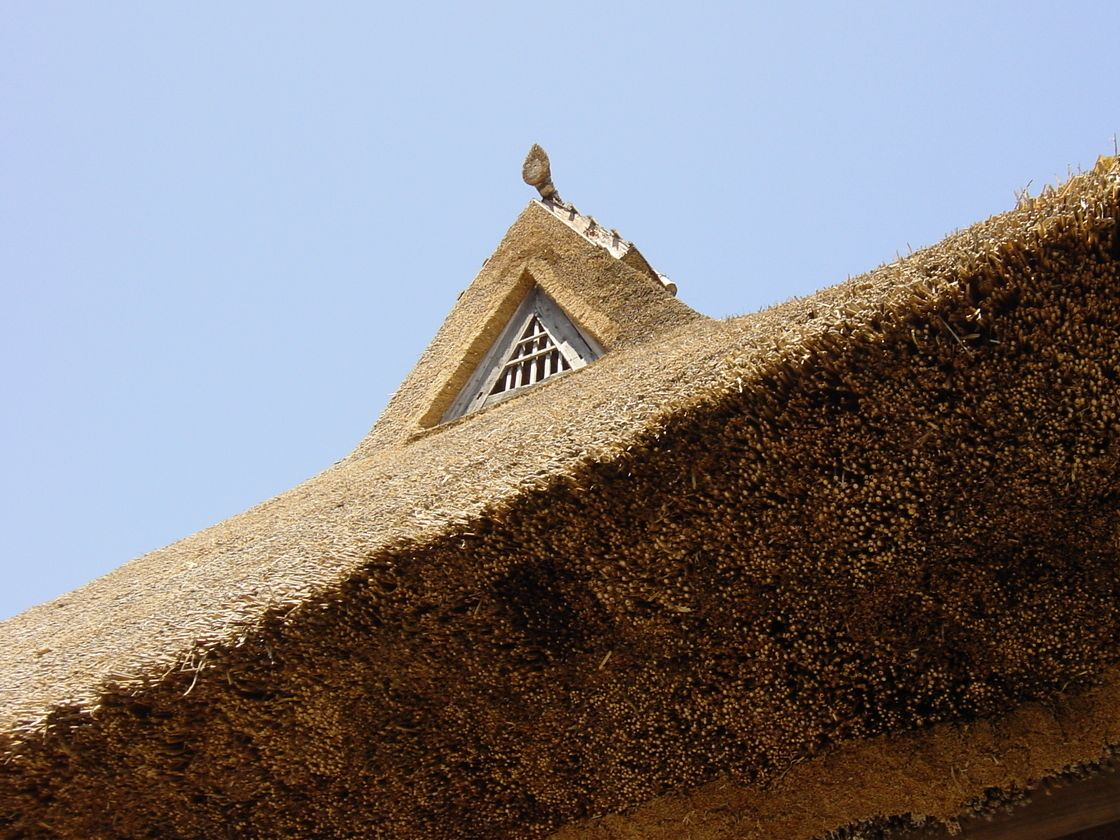
修剪過的茅葺屋頂。

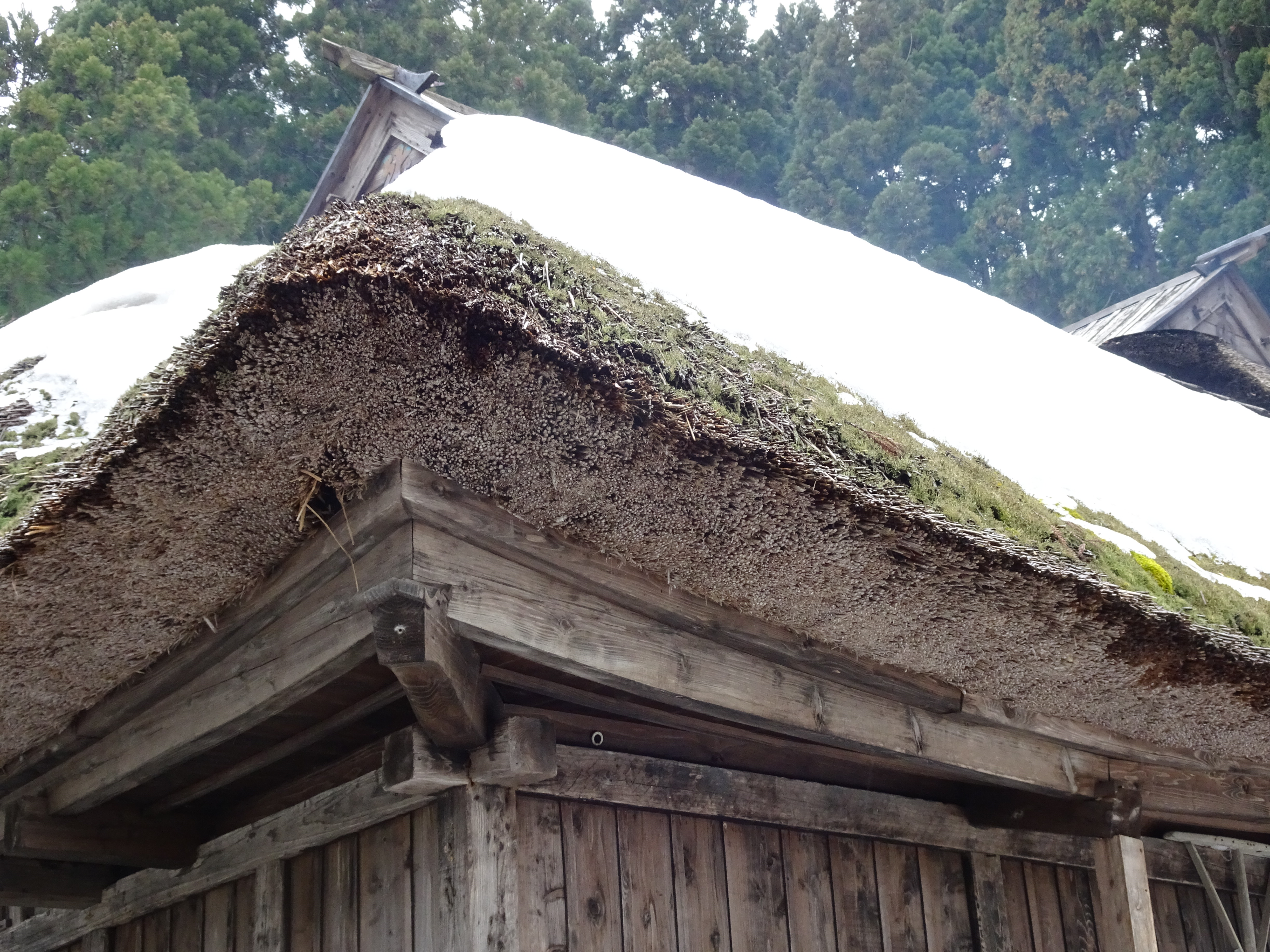
茅草屋頂的一角。可以看出，即使表面被融化的雪弄濕，水也不會滲入茅草屋頂的內部。

茅草的性能取決於屋頂的形狀和設計、屋頂的間距、位置、地理和地形、材料和茅草使用的專業知識，由於地點和使用狀態的不同，當使用蘆葦或茅草作為屋頂材料的情況下，建築一般會在15-20年左右更換屋頂。但是由於脊梁附近的磨損情況非常嚴重，因此建築結構仍需要定期維修。持續使用蘆葦、茅草作為材料或在脊梁附近使用蘆葦其提高耐久性，如果全部使用蘆葦作為做屋頂材料，建築物可以長時間使用至持續40年以上，並且可以通過「刺茅」技術進行修補，不需要更換整個屋頂。但是，相對於茅草，蘆葦的材料成本更高，因此在使用葺瓦的技術要求也更高。
在英格蘭，一個茅草屋頂通常會持續8-14 年，並且在茅草的生命週期內需要多次重新修築。專家不再建議用金屬網覆蓋茅草，因為這會減緩蒸發並縮短壽命。苔蘚如果很厚，可能會成為結構問題，但通常不會被建築有害，而且許多種類的苔蘚實際上具有保護作用。仍然一層茅草的厚度隨著時間的推移逐漸減少，因為表面逐漸變成堆肥，並被風雨吹離屋頂。當水平的木製「搖擺」和「翼梁」在表面附近變得可見時，茅草屋頂通常需要更換。決定新屋頂的壽命，並不是新屋頂上新層茅草的總深度，而是每個重疊層的固定物上覆蓋了多少風化茅草。
在村落周圍，原本設有許多叫做茅場的稻草原，用來定期收割作為家畜的饲料，或是進行策略燒除以停止植物過度繁衍，定期維持茅場的生態系統，但隨著第二次世界大戰後日本社會生活方式的改變，茅場漸漸不再被利用，大部分已經消失。然而，由於後來的減反政策和離農，一些以前的耕作放棄地自然而然地變成了茅場，因此現在收集茅葺所需的茅草相對較容易。
截至2019年，日本只有不到200名專業茅葺工人，但一些建築公司正在培育年輕人以阻止這種技術的減少。伊勢神宮從古時起就在宮廷周圍的神路山等地收集茅草，但在大正時代，他們確保了在同一三重縣度會郡度會町種植茅草的土地（神宮萱場）。在這個萱場中，當地居民在晚秋時節收集茅草。
在多賀城市的東北歷史博物館，移築了一座名為「今野家住宅」的庄屋住宅，這座住宅建於1769年，原本位於石卷市。博物館通常會定期舉辦茅葺屋頂的換葺工程的參觀活動。為了美觀起見，茅草屋頂的邊緣通常會被修剪整齊，但有人則認為，不修剪的話會使建築物的排水效果會更好。此外，為了提高防水性和美化邊緣的直線，有時候邊緣的部分會使用細而堅硬的大麻属幹和苎麻殻。在古代中國，有一個關於皇宮茅草屋頂邊緣不修剪的逸話，據說這是尧從不奢侈生活的一個案例，記錄在《十八史略》中。
當居民自己蓋屋頂時，通常會採用將茅草的穗部朝下的「反葺」方式，而如果是請業者施工的話，通常會採用將穗部朝上的「正葺」方式。相較於正葺，逆葺可減少茅草的使用量約2-3分之1，且茅草不易滑落，施工的安裝也比較簡單，但是由於穗末不含油分，在暴露在雨水在將會導致耐久性較差。
茅葺屋根所使用的茅草大小單位並不統一。如，伊勢神宮將一捆粗茅（直徑約41厘米）視為一個單位，每次式年遷宮時需要的茅草約為23,500捆。而在埼玉縣立歷史與民俗博物館復原的彌生時代住居中，其屋頂厚度為40厘米，所使用的茅草數量約為750捆，單位為尺振（直徑約30厘米）。
現今葺瓦的費用因地區而異，大致為每坪12萬日元左右（整個屋頂約需要500萬日元），其狀況要根據市場行情看待。

## 問題
由於存在火災風險，茅草屋在保存的風險上相當不利投保。在英國，每年共有50-80個茅草屋頂在房屋火災中被毀。因為蓋茅草是勞動密集型的，所以用茅草蓋屋頂比用石板或瓦片覆蓋要昂貴得多。鳥類在覓食時可能會損壞屋頂，而囓齒動物會被稻草中的殘留穀物吸引。

## 日本茅葺建築保存的區域

### 現存聚落
- 白川鄉與五箇山的合掌構造村落（岐阜縣大野郡白川村、富山県南礪市） - 世界遺產
- 大內宿（福島縣南會津郡下鄉町） - 重要傳統的建造物群保存地區
- 南会津町前沢（日语：南会津町前沢）（福島縣南會津郡南會津町） - 重要傳統的建造物群保存地區
- 荻之島（日语：荻ノ島）（新潟県柏崎市）
- 青鬼集落（日语：青鬼 (白馬村)）（長野縣北安曇郡白馬村） - 重要傳統的建造物群保存地區
- 美山 茅草屋之里（日语：かやぶきの里・北村）（京都府南丹市美山町 (京都府)（日语：美山町 (京都府)）） - 重要傳統的建造物群保存地區
- 羽後町（秋田縣雄勝郡） - 鈴木家住宅（重要文化財）

### 展示
- 江戶東京建物園（東京都小金井市）
- 日本民家園（日语：日本民家園）（神奈川縣川崎市）
- 奈良縣立民俗博物館（日语：奈良縣立民俗博物館）（大和郡山市）
- 三州足助屋敷（日语：三州足助屋敷）（愛知縣豐田市足助町（日语：足助町_(豊田市)））
- 西湖的療癒之里根場（日语：西湖いやしの里根場）（山梨縣南都留郡富士河口湖町）

## 另見
- 合掌造
- 杮葺（日语：杮葺）
- 正法寺

## 外部連結
- 茅葺屋 （页面存档备份，存于）
- 全国茅葺き民家保存活用ネットワーク協議会 （页面存档备份，存于）
- IRBIS  Thatching & Rethatching Service （页面存档备份，存于） ドイツの茅葺き業者(英語)

1. 1 2 3 4  . 埼玉県立歴史と民俗の博物館.   [2019-11-19]. （原始内容存档于2023-03-17）.
2. 1 2  茅葺きルネサンス『日本経済新聞』朝刊2019年10月20日9-11面（NIKKEI The STYLE）
3. ↑  .   [2023-03-17]. （原始内容存档于2023-03-29）.
4. ↑  岩手県世界文化遺産関連ポータルサイト. . 岩手県.   [2022-10-02]. （原始内容存档于2023-03-29）.
5. ↑  . 朝日新聞デジタル. 2019-05-13  [2022-12-17]. （原始内容存档于2023-03-29） （日语）.
6. ↑  Thomson, Lex AJ; Englberger, Lois; Guarino, Luigi; Thaman, RR; Elevitch, Craig R. . Elevitch, Craig R  (编).  (PDF) 1.1. Hōlualoa, HI: Permanent Agriculture Resources (PAR). 2006. （原始内容存档 (PDF)于2012-10-21）.
7. ↑  .   [2014-02-01]. （原始内容存档于2014-02-01）.
8. ↑  Peter J. M. Nas. . LIT Verlag Münster. 2003: 215. ISBN 9783825860387. （原始内容存档于2017-03-13）.
9. ↑  , , Polynesia, （原始内容存档于2009-07-26）.
10. ↑  Sedemsky, Matt, , The Washington Post, Nov 30, 2003.
11. ↑  Letts 2000.
12. ↑  Moir, J; Letts, John, , Research Transactions (English Heritage), 1999, 5.
13. ↑  . Cotswold Life. 20 February 2013  [11 December 2018]. （原始内容存档于2019-04-02）. they are set to increase and some house builders are meeting the demand for new homes with thatched roofs.
14. ↑  Letts, John,  unpublished, 2008.
15. ↑  今野家住宅茅葺き屋根修理現場見学会 （页面存档备份，存于） - 東北歴史博物館
16. ↑  . 東洋経済オンライン. 2022-12-17  [2022-12-17]. （原始内容存档于2023-03-29） （日语）.
17. ↑  . 東洋経済オンライン. 2022-12-17  [2022-12-17]. （原始内容存档于2023-03-29） （日语）.
18. ↑  .   [10 March 2013]. （原始内容存档于25 December 2012）.